# Paul Kurt Schwarz
Paul Kurt Schwarz, auch P.K. Schwarz, (* 19. Dezember 1916 in St. Pölten; † 18. Oktober 2010 in Wien) war ein österreichischer Maler, Gebrauchsgrafiker und Professor für Kunst an der Universität für angewandte Kunst Wien, der in Wien wirkte. Sein Frühwerk wird der Spätphase des Wiener Expressionismus zugerechnet, während seine anschließend entstandenen experimentellen Fotografien dem Surrealismus nahestehen.

## Leben und Werk
Nachdem er seine Kindheit in St. Pölten verbracht hatte, studierte er 6 Jahre lang von 1932 bis 1938 an der Wiener Kunstgewerbeschule bei Franz Cizek, Viktor Schufinsky, Rudolf von Larisch und Paul Kirnig. Ab 1938 arbeitete er bis 1940 als Kameramann für Zeichentrickfilme und wurde neun Jahre später, 1949, Assistent bei Paul Kirnig an der Akademie für angewandte Kunst. 1954 ernannte man Schwarz zum Leiter der Meisterklasse für Grafik.
Anfangs, während des Studiums und kurz danach, schuf er hauptsächlich kleinformatige Gemälde, meistens Kinderbildnisse, die dem späten Wiener Expressionismus nach Egon Schiele zuzurechnen sind und an Ernst Ludwig Kirchner oder Henri Matisse erinnern. Thematisch fand Schwarz Anregungen bei seinem Lehrer Franz Cizek. Nach dieser Schaffensperiode, von der nur sehr wenige Arbeiten zeugen, da vieles durch den Zweiten Weltkrieg verloren ging, widmete er sich experimenteller Fotografie zu und es entstanden surrealistische Schwarzweißfotos, die an Man Ray oder René Magritte anklingen.
Des Weiteren befasste sich Schwarz mit Gebrauchsgrafik wie Plakaten, Buchumschlägen, Signets oder Briefköpfen. Für das Cover der Zeitschrift "Magnum" fertigte er die Typografie. Paul Kurt Schwarz lebte bis zu seinem Tode in Wien. Sein künstlerischer Nachlass befindet sich im Museum für Angewandte Kunst in Wien.

## Preise
Im Jahre 2007 wurde ihm zusammen mit dem Schriftsteller Friedrich Achleitner der Ehrenring der Universität für angewandte Kunst Wien für das künstlerische Lebenswerk zugesprochen.

## Veröffentlichungen
- Die Plakatkunst in Polen. Wien 1975, DNB 800758889.
- 60 Jahre Grafik-Design 1927–1987. Wien 1988, DNB 911167897.
- Wien Skurril. Wien 1991, ISBN 3-85058-075-X.